# Lettering van hoofdverkeersroutes in Nederland

Kaart van alle geletterde hoofdverkeersroutes

De lettering van hoofdverkeersroutes is een systeem uit de jaren dertig van de 20e eeuw, waarbij de belangrijkste hoofdverkeersroutes van Nederland een letter kregen. Opvallend is dat veel routes elkaar overlapten.

## Geschiedenis
Vanaf het Rijkswegenplan van 1932 kregen de Nederlandse rijkswegen een nummer. Deze nummers waren slechts administratief en werden nergens op de weg zelf aangegeven. De ANWB kwam toen met een wegletteringsysteem dat wel aangegeven zou worden op de kilometerpalen. In tegenstelling tot gebruikelijke systemen werden de hoofdroutes niet genummerd, maar geletterd.
Het systeem heeft standgehouden tot 1957. In dat jaar werd de weglettering vervangen door een wegnummering van Europese wegen en Nationale wegen.

## Lijst

### Hoofdverkeersroutes
| Letter | Route                                                                                             | Toenmalige rijkswegen          |
| ------ | ------------------------------------------------------------------------------------------------- | ------------------------------ |
|        | Amsterdam - Afsluitdijk - Leeuwarden - Groningen - Duitsland                                      | 7, 9, 39, 42                   |
|        | Amsterdam - Utrecht - 's-Hertogenbosch - Eindhoven - Roermond - Heerlen - Duitsland               | 2, 26, 64, 68, 75, 76          |
|        | Amsterdam - Utrecht - Breda - België                                                              | 2, 26, 27, 16                  |
|        | Amsterdam - Leiden - Voorburg - Rotterdam - Dordrecht - Breda - België                            | 4, 4a, 13, 16                  |
|        | Amsterdam - Wassenaar - Den Haag                                                                  | 4                              |
|        | Haarlem - Amsterdam - Amersfoort - Apeldoorn - Zutphen - Hengelo - Duitsland                      | 5, 1, 29, 49, 46, 44, 44b      |
|        | Den Haag - Wassenaar - Haarlem - Alkmaar - Den Helder                                             | 4, 9, 10                       |
|        | Den Haag - Gouda - Utrecht - Arnhem - Duitsland                                                   | 12, 24, 51                     |
|        | Hoek van Holland - Rotterdam - Gorinchem - Nijmegen - Duitsland                                   | 20, 13, 16, 15, 52, 53         |
|        | Rotterdam - Gouda - Utrecht - Amersfoort - Zwolle - Assen - Groningen                             | 3, 12, 22, 23, 28, 31          |
|        | Leeuwarden - Zwolle - Apeldoorn - Arnhem - Nijmegen - Roermond - Maastricht - België              | 32, 31, 50, 52, 54, 72, 75, 79 |
|        | Zwolle - Almelo - Hengelo - Enschede - Duitsland                                                  | 35                             |
|        | Almelo - Deventer - Zutphen - Arnhem - Nijmegen - 's-Hertogenbosch - Tilburg - België             | 44a, 44, 45, 48, 52, 55, 65    |
|        | België - Vlissingen - Middelburg - Bergen op Zoom - Breda - Tilburg - Eindhoven - Helmond - Venlo | 58, 56, 27, 63, 67             |

### Verbindingswegen tussen hoofdverkeersroutes
| Letter | Route                   | Toenmalige rijkswegen |
| ------ | ----------------------- | --------------------- |
|        | 't Zand - Den Oever     | 9                     |
|        | Amersfoort - Woudenberg | 30                    |
|        | Baarn - Nijkerk         | 1a                    |

N.B. De rijkswegnummers komen van het Rijkswegenplan van 1938